# Ailsa Craig (Südliche Orkneyinseln)
Ailsa Craig ist eine kleine, abschüssige Felseninsel im Archipel der Südlichen Orkneyinseln, die 1,5 km südlich des Point Rae vor der Südküste der Laurie-Insel liegt.
Kartiert wurde sie 1903 von Teilnehmern der Scottish National Antarctic Expedition (1902–1904) unter der Leitung des Polarforschers William Speirs Bruce. Bruce benannte sie nach der gleichnamigen schottischen Insel Ailsa Craig im Firth of Clyde.